# Umberto Lenzi
Umberto Lenzi (n. 6 august 1931, Massa Marittima, Toscana, Italia – d. 19 octombrie 2017, Roma, Italia) a fost un regizor de film, scenarist și romancier italian.

## Biografie
Un admirator al cinematografiei încă de la o vârstă fragedă, Lenzi a studiat la Centro Sperimentale di Cinematografia și a făcut primul film al său în 1958, care însă nu a fost lansat, în timp ce debutul său oficial a avut loc în 1961 cu Queen of the Seas  (italiană: Le avventure di Mary Read). Filmele lui Lenzi din anii 1960 au urmat tendințele populare ale epocii, ceea ce l-a determinat să regizeze mai multe filme thriller cu spioni și erotice. În anii 1970, a regizat filme giallo, de crimă și a realizat primul film de canibali italian,  Man from the Deep River  (Il paese del sesso selvaggio). A continuat să facă filme până în anii 1990 și ulterior a lucrat ca romancier la o serie de romane de mister de crimă.

## Filmografie
- 1956 I ragazzi di Trastevere (sm)
- 1958 Vacanze ad Atene
- 1961 Le avventure di Mary Read
- 1962 Duello nella Sila
- 1962 Triumful lui Robin Hood (Il trionfo di Robin Hood)
- 1963 Caterina di Russia
- 1963 L'invincibile cavaliere mascherato
- 1963 Zorro contro Maciste
- 1963 Sandokan, la tigre di Mompracem
- 1964 Sandok, il Maciste della jungla
- 1964 L'ultimo gladiatore
- 1964 I pirati della Malesia
- 1964 I tre sergenti del Bengala
- 1965 La montagna di luce
- 1965 A 008, operazione Sterminio
- 1965 Superseven chiama Cairo
- 1966 Le spie amano i fiori
- 1966 Un milione di dollari per 7 assassini
- 1966 Kriminal
- 1967 Attentato ai tre grandi
- 1968 Tutto per tutto
- 1968 Una pistola per cento bare
- 1969 Orgasmo
- 1969 La legione dei dannati
- 1969 Così dolce... così perversa
- 1970 Paranoia
- 1971 Un posto ideale per uccidere
- 1972 Sette orchidee macchiate di rosso
- 1972 Il paese del sesso selvaggio
- 1972 Il coltello di ghiaccio
- 1973 Milano rovente
- 1974 Spasmo
- 1974 Milano odia: la polizia non può sparare
- 1975 Gatti rossi in un labirinto di vetro
- 1975 L'uomo della strada fa giustizia
- 1975 Il giustiziere sfida la città
- 1976 Roma a mano armata
- 1976 Napoli violenta
- 1976 Il trucido e lo sbirro
- 1977 Il cinico, l'infame, il violento
- 1977 La banda del gobbo
- 1978 Il grande attacco
- 1979 Sub patru steaguri (Contro 4 bandiere)
- 1979 Da Corleone a Brooklyn
- 1979 Scusi lei è normale?
- 1980 Mangiati vivi!
- 1980 Incubo sulla città contaminata
- 1981 Cannibal Ferox
- 1982 Pierino la peste alla riscossa!
- 1982 Incontro nell'ultimo paradiso
- 1982 Cicciabomba
- 1983 La guerra del ferro - Ironmaster
- 1985 Squadra selvaggia
- 1986 Un ponte per l'inferno
- 1987 Tempi di guerra
- 1988 Ghosthouse
- 1989 Paura nel buio
- 1989 Le porte dell'inferno - film TV
- 1989 La casa del sortilegio - film TV
- 1989 La casa delle anime erranti - film TV
- 1989 Nightmare Beach - La spiaggia del terrore
- 1990 Obiettivo poliziotto
- 1991 Demoni 3
- 1991 Detective Malone
- 1991 Caccia allo scorpione d'oro
- 1992 Hornsby e Rodriguez - Sfida criminale